# Takakeishō Mitsunobu
Takakeishō Mitsunobu (japanisch: 貴景勝 光信, geboren am 5. August 1996 als Takanobu Satō (佐藤 貴信, Satō Takanobu)) ist ein ehemaliger professioneller japanischer Sumoringer aus Ashiya, Hyōgo. Er debütierte als Profi im November 2014 und erreichte die höchste Makuuchi-Division im Januar 2017 nach 14 Turnieren. Im November 2018 konnte er seine erste Meisterschaft gewinnen und erreichte den Rang eines Ōzekis im Mai 2019.
Er konnte, trotz einiger zwischenzeitlicher Verletzungsausfälle, noch drei weitere Meisterschaften gewinnen (November 2020, Januar 2023 und September 2023) und hielt seinen Ozeki-Rang.
Nach dem Juli-Turnier 2024 verlor er seinen Rang als Ozeki. Als er im September-Turnier wieder verletzt aufgeben musste, gab am 20. September 2024 der Meister seines Heya seinen Rücktritt bekannt.

## Kampfstatistik
| Jahr | Januar Hatsu basho, Tokyo    | März Haru basho, Osaka        | Mai Natsu basho, Tokyo              | Juli Nagoya basho, Nagoya             | September Aki basho, Tokyo        | November Kyūshū basho, Fukuoka  |
| --- | ---------------------------- | ----------------------------- | ----------------------------------- | ------------------------------------- | --------------------------------- | ------------------------------- |
| 2014 | x                            | x                             | x                                   | x                                     | (Maezumo)                         | West Jonokuchi #18 7–0 Champion |
| 2015 | Ost Jonidan #10 7–0 Champion | Ost Sandanme #18 5–2          | Ost Makushita #55 6–1               | West Makushita #27 4–3                | West Makushita #21 6–1–PPP        | West Makushita #7 3–4           |
| 2016 | West Makushita #13 4–3       | Ost Makushita #9 7–0 Champion | Ost Jūryō #13 11–4                  | West Jūryō #6 6–9                     | Ost Jūryō #9 10–5                 | West Jūryō #3 12–3 Champion     |
| 2017 | Ost Maegashira #12 7–8       | Ost Maegashira #13 11–4 F     | West Maegashira #7 11–4             | West Maegashira #1 5–10               | West Maegashira #5 9–6 O★         | West Maegashira #1 11–4 O★      |
| 2018 | Ost Komusubi #1 5–10         | West Maegashira #3 3–8–4      | West Maegashira #10 10–5            | West Maegashira #3 10–5               | West Komusubi #1 9–6              | Ost Komusubi #1 13–2 FO         |
| 2019 | Ost Sekiwake #1 11–4 T       | Ost Sekiwake #1 10–5 T        | Ost Ōzeki #2 3–4–8                  | Ost Ōzeki #2 verletzt abwesend 0–0–15 | West Sekiwake #1 12–3–P           | Ost Ōzeki #2 9–6                |
| 2020 | Ost Ōzeki #1 11–4            | Ost Ōzeki #1 7–8              | Ost Ōzeki #1 Turnier abgesagt 0–0–0 | Ost Ōzeki #1 8–4–3                    | West Ōzeki #1 12–3                | Ost Ōzeki #1 13–2–P             |
| 2021 | Ost Ōzeki #1 2–8–5           | Ost Ōzeki #2 10–5             | West Ōzeki #1 12–3–P                | West Ōzeki #1 1–2–12                  | West Ōzeki #1 8–7                 | West Ōzeki #1 12–3              |
| 2022 | Ost Ōzeki #1 1–3–11          | West Ōzeki #2 8–7             | West Ōzeki #2 8–7                   | Ost Ōzeki #1 11–4                     | Ost Ōzeki #1 10–5                 | Ost Ōzeki #1 12–3–PP            |
| 2023 | West Ōzeki #1 12–3           | West Ōzeki #1 3–4–8           | West Ōzeki #1 8–7                   | Ost Ōzeki #1 verletzt abwesend 0–0–15 | West Ōzeki #1 11–4–P              | Ost Ōzeki #1 9–6                |
| 2024 | West Ōzeki #2 2–2–11         | Ost Ōzeki #2 8–6–1            | Ost Ōzeki #2 0–2–13                 | West Ōzeki #2 5–10                    | West Sekiwake #2 Ruhestand 0–3–10 | x                               |
| Kampfstatistik angegeben als Sieg-Niederlage-Abwesenheit Top Division Champion Top Division Zweitplatzierter Ruhestand Untere Divisionen Sanshō Schlüssel: F=Fighting Spirit; O=Outstanding Performance; T=Technique Price Zusätzlich: ★=Kinboshi; P=Playoff Divisionen: Makuuchi — Jūryō — Makushita — Sandanme — Jonidan — Jonokuchi Makuuchi Ränge: Yokozuna — Ōzeki — Sekiwake — Komusubi — Maegashira |                              |                               |                                     |                                       |                                   |                                 |